# Списак Великих награда Формуле 1
Ово је списак свих Великих награда Формуле 1, који се одржавају у оквиру ФИА шампионата, почевши од 1950. године.
Значајне ауто-трке се називају Велике награде, што је традиција која датира са почетка двадесетог века.

## Историја
Број Великих награда које се возе у једној сезони варирао је током година. На првом светском првенству Формуле 1 1950. било је само седам трка (Великих награда), 1980-их број се кретао око 16 или 17 трка да би у сезони 2005. било 19 трка, а 2016. чак 21.
Шест од седам трка из сезоне 1950. било је у Европи, а једина трка која се није возила у Европи била је Индијанаполис 500 која је касније замењена Великом наградом САД. Са годинама светско првенство Формуле 1 проширило и на остале континенте. Прва Јужно Америчка трка била је Велика награда Аргентине 1953, Африке Велика награда Марока 1958, Азије Велика награда Јапана 1976, а Аустралије Велика награда Аустралије 1985. Данас су трке распоређене по свим континентима света (Европа, Азија, Аустралија, Северна Америка, и Јужна Америка).
Традиционално свака држава која угошћује неку Велику награду даје јој име по имену своје државе (нпр. ако се трка одржава у Немачкој тада се та Велика награда назива Великом наградом Немачке), а ако се у некој држави одржавају две или више трка тада добијају различита имена.
Велике награде које су од почетка (или дуже време) у светском првенству нису се одржавале на истој стази све године. На пример Велика награда Велике Британије возила се на стази Силверстон и Бренд Хеч. Једино је Велика награда Италије увек вожена на истој стази Монца, осим 1980. када је вожена на стази Имола на којој се возила Велика награда Сан Марина.

## Активне и прошле трке по државама
На списку су подебљано обележене трке из актуелне сезоне.
| Велика награда                                                                | Године када су се трке одржавале                                  | Број одржаних трка |
| ----------------------------------------------------------------------------- | ----------------------------------------------------------------- | ------------------ |
| Велика награда Абу Дабија                                                     | 2009–2021                                                         | 13                 |
| Велика награда Азербејџана                                                    | 2017–2019, 2021                                                   | 4                  |
| Велика награда Ајфела                                                         | 2020                                                              | 1                  |
| Велика награда Аргентине                                                      | 1953–1958, 1960, 1972–1975, 1977–1981, 1995–1998                  | 20                 |
| Велика награда Аустралије                                                     | 1985–2019                                                         | 35                 |
| Велика награда Аустрије                                                       | 1964, 1970–1987, 1997–2003, 2014–2021                             | 34                 |
| Велика награда Бахреина                                                       | 2004–2010, 2012–2021                                              | 17                 |
| Велика награда Белгије                                                        | 1950–1956, 1958, 1960–1968, 1970, 1972–2002, 2004–2005, 2007–2021 | 66                 |
| Велика награда Бразила                                                        | 1973–2019, 2021                                                   | 48                 |
| Велика награда Велике Британије                                               | 1950–2021                                                         | 72                 |
| Велика награда Европе (у Великoj Британији, Немачкој, Шпанији, и Азербејџану) | 1983–1985, 1993–1997, 1999–2012, 2016                             | 23                 |
| Велика награда Емилије Ромање                                                 | 2020–2021                                                         | 2                  |
| Индијанаполис 500                                                             | 1950–1960                                                         | 11                 |
| Велика награда Индије                                                         | 2011–2013                                                         | 3                  |
| Велика награда Италије                                                        | 1950–2021                                                         | 72                 |
| Велика награда Јапана                                                         | 1976–1977, 1987–2019                                              | 35                 |
| Велика награда Јужне Африке                                                   | 1962–1963, 1965, 1967–1980, 1982–1985, 1992–1993                  | 23                 |
| Велика награда Канаде                                                         | 1967–1974, 1976–1986, 1988–2008, 2010–2019                        | 50                 |
| Велика награда Катара                                                         | 2021                                                              | 1                  |
| Велика награда Кине                                                           | 2004–2019                                                         | 16                 |
| Велика награда Кореје                                                         | 2010–2013                                                         | 4                  |
| Велика награда Лас Вегаса                                                     | 1981–1982, 2023                                                   | 3                  |
| Велика награда Луксембурга                                                    | 1997–1998                                                         | 2                  |
| Велика награда Мађарске                                                       | 1986–2021                                                         | 36                 |
| Велика награда Мајамија                                                       | 2022                                                              | 1                  |
| Велика награда Малезије                                                       | 1999–2017                                                         | 19                 |
| Велика награда Марока                                                         | 1958                                                              | 1                  |
| Велика награда Мексика                                                        | 1963–1970, 1986–1992, 2015–2019, 2021                             | 21                 |
| Велика награда Монака                                                         | 1950, 1955–2021                                                   | 67                 |
| Велика награда Немачке                                                        | 1951–1954, 1956–1959, 1961–2006, 2008–2014, 2016, 2018–2019       | 64                 |
| Велика награда Пацифика                                                       | 1994–1995                                                         | 2                  |
| Велика награда Пескаре                                                        | 1957                                                              | 1                  |
| Велика награда Португалије                                                    | 1958–1960, 1984–1996, 2020–2021                                   | 18                 |
| Велика награда Русије                                                         | 2014–2021                                                         | 8                  |
| Велика награда САД                                                            | 1959–1975, 1983–1991, 2000–2007, 2012–2019, 2021                  | 42                 |
| Велика награда САД Запад                                                      | 1976–1983                                                         | 8                  |
| Велика награда САД Исток                                                      | 1976–1980, 1982, 1984                                             | 7                  |
| Велика награда Сан Марина                                                     | 1981–2006                                                         | 26                 |
| Велика награда Саудијске Арабије                                              | 2021                                                              | 1                  |
| Велика награда Седамдесотогодишњице                                           | 2020                                                              | 1                  |
| Велика награда Сингапура                                                      | 2008–2019                                                         | 12                 |
| Велика награда Тоскане                                                        | 2020                                                              | 1                  |
| Велика награда Турске                                                         | 2005–2011, 2020–2021                                              | 9                  |
| Велика награда Француске                                                      | 1950–1954, 1956–2008, 2018–2019, 2021                             | 61                 |
| Велика награда Холандије                                                      | 1952–1953, 1955, 1958–1971, 1973–1985, 2021                       | 31                 |
| Велика награда Швајцарске                                                     | 1950–1954, 1982                                                   | 6                  |
| Велика награда Шведске                                                        | 1973–1978                                                         | 6                  |
| Велика награда Шпаније                                                        | 1951, 1954, 1968–1979, 1981, 1986–2021                            | 51                 |
| Велика награда Штајарске                                                      | 2020–2021                                                         | 2                  |

## Измене по сезонама
Подебљано означава Велику награду која ће се одржати у сезони 2022. Укупно 75 стазе су угостиле трку светског шампионата Формуле 1 до Велике награде Бахреина 2022.